# SS Naronic
O SS Naronic foi um navio pecuário britânico operado pela White Star Line e construído em 1892 pelos estaleiros da Harland & Wolff em Belfast. Ele e seu irmão SS Bovic tinham a intenção de aumentar a participação da White Star no mercado de transporte de gado vivo pelo Oceano Atlântico, ficando responsável pela transporte de mercadorias de Liverpool para Nova Iorque e o transporte de gado estadunidense na viagem de volta. O Naronic também possuía algumas cabines para também levar passageiros, tendo sido o maior navio cargueiro do mundo quando entrou em serviço.
O Naronic desapareceu durante em fevereiro de 1893, menos de um ano depois de entrar em serviço. Ele tinha partido sem relatar problema algum, porém na época não havia meios para navios se comunicarem enquanto estavam no mar. Nada comprovadamente da embarcação foi encontrado com exceção de dois botes salva-vidas. Um inquérito não conseguiu determinar as causas, nenhum campo de gelo tinha sido avistado na rota e testes no Bovic demonstraram que eram embarcações estáveis. Houve 74 mortos no naufrágio. O SS Georgic foi construído em 1895 para substitui-lo.

## Antecedentes

A White Star Line procurou expandir seus negócios no final do século XIX com o transporte de gado

A White Star Line abandonou o uso de veleiros em meados da década de 1880 para se concentrar em navios a vapor. Em seguida a empresa começou a procurar novos mercados e rapidamente voltou sua atenção para o transporte de gado proveniente dos Estados Unidos. Este tipo de comércio tinha decolado em 1874 depois do cargueiro Europe ter desembarcado 370 cabeças de gado no Reino Unido. Aproximadamente 450 mil animais atravessaram o Oceano Atlântico em 1889. A White Star entrou nesse negócio em 1888 com o SS Cufic, seguido no ano seguinte pelo SS Runic.
A empresa estabeleceu o objetivo de transportar mercadorias do Reino Unido para os Estados Unidos e trazer gado na viagem de volta nas melhores condições possíveis. Não era incomum que animais morressem em navios contemporâneos por causa das condições de viagem e maus-tratos, causando prejuízos financeiros. Consequentemente, a White Star pediu expressamente a seus capitães que garantissem a boa saúde dos animais. O Cufic e o Runic rapidamente alcançaram sucesso e em 1891 a empresa colocou em serviço dois navios maiores: o SS Nomadic e o SS Tauric. Estes foram seguidos já no ano seguinte por dois ainda maiores: o Naronic e seu irmão SS Bovic.

## Características
O Naronic e o Bovic foram os maiores navios de carga do mundo durante suas primeiras travessias, sendo superados pelos navios pecuários seguintes construídos para a White Star: o SS Cevic e o SS Georgic. O Naronic tinha 143,3 metros de comprimento de fora a fora, uma boca de 16,2 metros e pesava 6 564 toneladas de arqueação bruta, sendo apenas onze toneladas maior que o Bovic. Tinha quatro mastros que suportavam guindastes de carga que não podiam ser usados para hastear velas, possuindo uma única chaminé pintada de ocre com topo preto, o esquema de pintura tradicional da empresa. O casco era pintado de preto e feito de aço assim como o de todos os navios da White Star desde o início da década de 1880. Seu sistema de propulsão era composto por dois motores de tripla-expansão que giravam duas hélices para uma velocidade máxima de treze nós (24 quilômetros por hora). Podia carregar até 1 193 toneladas de carvão nos seus depósitos e tinha um média de consumo de cinquenta toneladas por dia.
Foi concebido para transportar gado em boas condições. Conforme descreveu a revista Marine Engineer: "As suas amplas instalações estão concebidas para acomodar 1 050 animais, que transportará no convés principal e no convés superior, incluirá todas as melhorias que a maior consideração e experiência possam sugerir. Os estábulos, o abastecimento de água potável e a ventilação serão incomparáveis". Como o gado só seria embarcado em Nova Iorque, as instalações permaneceriam sem uso na ida, embora pudesse transportar outros animais, como cavalos de corrida e animais de circo. Também haviam algumas cabines para passageiros, geralmente os acompanhantes do gado. Passageiros pagantes eram raros. As instalações de passageiros poderiam acomodar na prática quinze pessoas, mas o Naronic só estava certificado para levar doze.

## História
O Naronic foi construído pelos estaleiros da Harland & Wolff em Belfast, na Irlanda, tendo sido lançado ao mar em 26 de maio de 1892. O preço de construção foi de 121 685 libras esterlinas, relativamente caro para a época. Foi finalizado em 11 de julho do mesmo ano e realizou sua viagem inaugural já no dia 15 de Liverpool para Nova Iorque sob o comando do capitão Thompson. Este foi substituído em novembro por William Roberts, ex-comandante do transatlântico SS Adriatic. Seu início de carreira foi marcado por apenas um incidente, quando chegou em Liverpool em 27 de novembro de 1892 com 34 animais mortos apesar das boas condições de transporte.

### Desaparecimento
O Naronic deixou Liverpool em 11 de fevereiro de 1893 com sessenta tripulantes a bordo, muitos dos quais estavam servindo com o navio desde sua viagem inaugural. A bordo também estavam catorze passageiros que acompanhariam o gado na viagem de volta e 2 876 toneladas de carga. A embarcação não estava levando gado, como era habitual para esta parte de suas travessias, mas estava carregando dois cavalos e também várias gaiolas com pombos e galinhas vivos. Estava levando carvão suficiente para as viagens de ida e volta. O Naronic iniciou sua décima terceira travessia depois de desembarcar um prático em Point Lynas em Anglesey, no País de Gales, desaparecendo em seguida.
A telegrafia sem fio ainda não existia na época e os navios ficavam por conta própria no mar depois que deixavam o porto. Caso a embarcação sofresse alguma espécie de avaria ou até mesmo um naufrágio em mar aberto, só poderia contar com a sorte de encontrar um outro navio de passagem. A travessia do Naronic deveria durar dez dias e assim ninguém se preocupou imediatamente com sua ausência, especialmente porque atrasos eram frequentes. Era comum que embarcações perdessem uma hélice ou que seus maquinários quebrassem. Além disso, fortes tempestades ocorreram em fevereiro de 1893 e estas atrasaram vários navios. Consequentemente, passaram-se semanas até que preocupações começassem a surgir nos Estados Unidos. A White Star inicialmente adotou uma postura tranquilizadora, destacando a qualidade do Naronic. A empresa declarou em 1º de março que não existiam motivos para preocupação, enquanto uma semana depois um jornalista repassou comentários da companhia: "[A White Star Line] acha que [o Naronic] está à tona e têm todos os motivos para esperar que esteja seguro. Ressaltam que o navio é novo, construído com compartimentos estanques, bem equipado, manejado e comandado pelos melhores oficiais do Atlântico". Foi apenas em 13 de março que a empresa declarou que "Há agora uma preocupação significativa com o navio".
O Tauric fez uma travessia para os Estados Unidos no início de março e vigias adicionais foram destacados para procurar vestígios do Naronic, porém ao chegar em Nova Iorque no dia 14 declararam que nada havia sido visto. O RMS Teutonic estava fazendo a viagem de volta para casa ao mesmo tempo que o Tauric, tendo desviado sua mais rota para o sul na esperança de poder encontrar o navio desaparecido, mas chegou em Queenstown sem resultado. A White Star também confirmou que a embarcação não estava nos Açores, assim declarou em 15 de março que "Ainda esperamos que [o Naronic] esteja seguro, mas é improvável que seja encontrado, pois o Atlântico é atravessado por navios a vapor e veleiros e certamente ele teria sido avistado se ainda estivesse flutuando". Começaram a circular na imprensa rumores de que o navio estava transportando centenas de imigrantes, algo que a empresa negou rapidamente. Observadores mais otimistas destacaram que, caso o Naronic estivesse à deriva, seus passageiros e tripulantes teriam provisões para vários meses graças a sua carga. Por outro lado, seguradoras de Liverpool e Londres aumentaram seus preços em 75 por cento. O navio em si não tinha seguro.
O SS Coventry chegou em Bremerhaven, na Alemanha, em 19 de março e relatou ter avistado dois botes salva-vidas a aproximadamente quinhentas milhas náuticas (926 quilômetros) ao leste de Halifax, no Canadá, separados por uma grande distância. Nenhum destes botes foram recuperados, mas um deles estava marcado com o nome do Naronic. Boatos e rumores continuaram a circular pelos meses seguintes, com mensagens em garrafas supostamente oriundas do navio tendo sido encontradas nos dois lados do Atlântico, porém suas autenticidades são demasiadamente duvidosas. A imprensa estadunidense chegou a levantar a hipótese de que o Naronic tinha sido sabotado com explosivos, pois uma carga ilegal teria sido supostamente encontrada no Tauric. Este boato não durou muito porque os tais explosivos do Tauric eram na verdade fogos de artifício.

## Consequências

### Investigações e hipóteses
Além dos 74 mortos, o naufrágio do Naronic causou um prejuízo líquido para a White Star, pois a empresa não tinha feito seguro algum para o navio. Ele foi substituído no ano seguinte pelo Cevic, que era significativamente maior, enquanto o Georgic foi construído em 1895 especificamente para compensar a perda. As seguradoras mesmo assim precisaram reembolsar o valor da carga perdida, que foi de 61 855 libras esterlinas em valores da época. O choque da perda afetou bastante as famílias dos sessenta marinheiros britânicos e catorze passageiros estadunidenses que morreram. Esposas de dois tripulantes chegaram a ser encaminhadas a um asilo devido ao trauma.
Uma comissão de inquérito foi convocada em junho de 1893 pela Junta Comercial no St George's Hall em Liverpool. A investigação primeiro procurou refutar um boato que tinha surgido na imprensa. Um residente de Pittsburgh alegou ser irmão de um mecânico do Naronic e afirmou ter recebido uma carta deste último dizendo que as caldeiras estavam em mau estado e ameaçavam a segurança do navio. A comissão concluiu que "As máquinas e caldeiras foram descritas pelo fiscal da Junta Comercial como sendo as melhores e como tendo sido instaladas da melhor maneira possível... As máquinas não apenas eram as melhores da sua classe, mas também foram bem cuidadas em cada viagem".

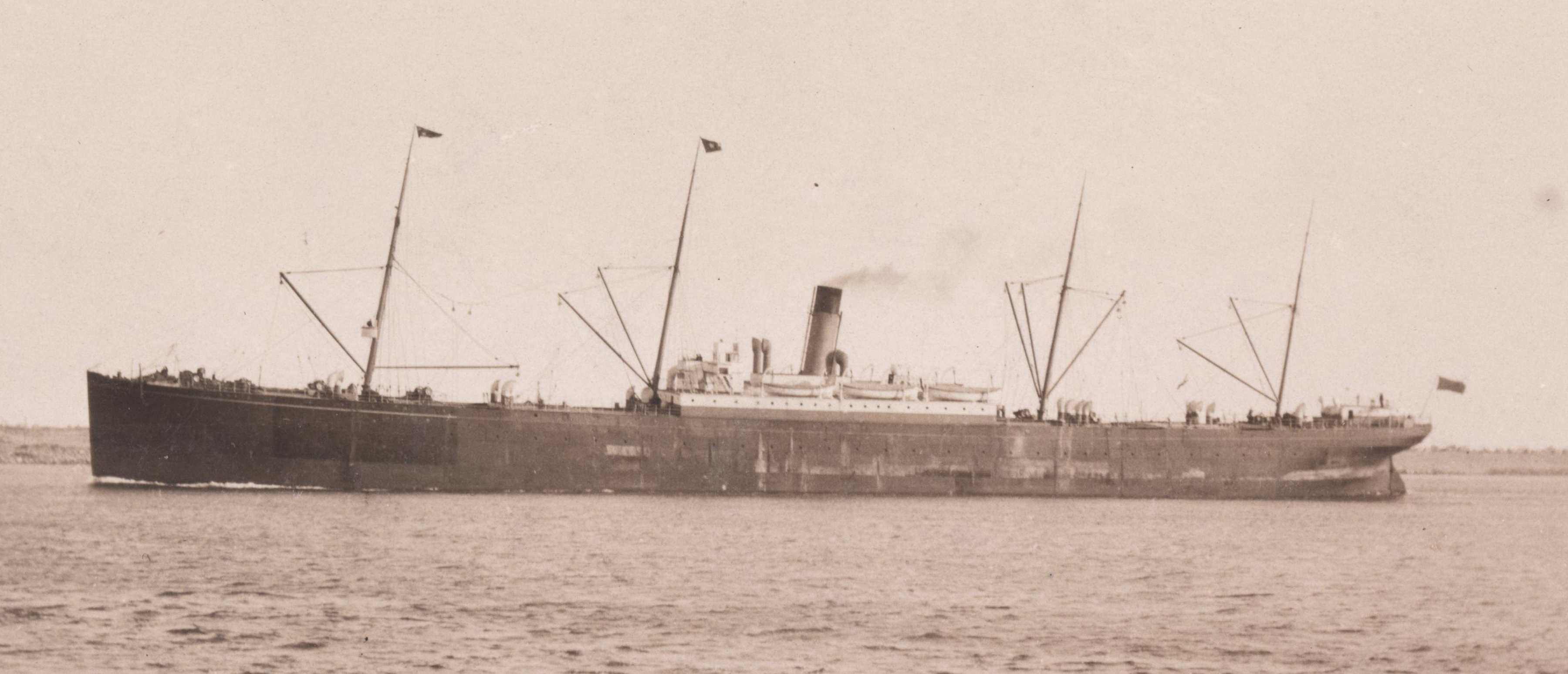
Experimentos foram realizados no Bovic com o objetivo de determinar como era a estabilidade do Naronic

Outros rumores diziam que o Naronic tinha emborcado no meio de uma tempestade. Experimentos realizados no Bovic demonstraram que a embarcação era muito estável, mesmo quando totalmente carregada. O capitão Thompson, na época o comandante do Bovic e que tinha comandado o Naronic durante suas três primeiras travessias, confirmou que o navio nunca lhe pareceu instável mesmo durante tempestades. Duas mensagens encontradas em garrafas sugeriam uma colisão com um iceberg, que tinham sido avistados por alguns navios em fevereiro de 1893, assim a comissão também analisou essa hipótese. Thompson estimou a rota do Naronic e ela passava bem ao sul de Terra Nova, assim a investigação concluiu que a embarcação estava a pelo menos 160 quilômetros do gelo mais próximo. Entretanto, esta conclusão foi questionada, com a imprensa novaiorquina noticiando que vários navios tinham relatado gelo nessa região. A comissão reconheceu sua própria impotência ao final dos procedimentos e declarou: "A menos que sejam fornecidos novos elementos, a causa provável da perda do navio permanece uma questão de especulação e aumenta os mistérios do mar".
O jornal New York Herald publicou em março a lista de carga do navio e esta incluía diversos produtos químicos, como ácidos, clorato de potássio, sulfeto de sódio e cloreto de cal. Estes produtos, sob certas condições, poderiam causar uma explosão caso uma tempestade tivesse movido os itens ou criado vazamentos. Isto levou os historiadores John Eaton e Charles Haas levantaram a hipótese que uma explosão causou o naufrágio do Naronic, algo que não foi explorado pela comissão de inquérito. Um depoimento do capitão do navio norueguês SS Emblem foi publicada em outubro de 1893 e ele declarava que tinha avistado em julho um bote do Naronic emborcado e coberto de cracas, parecendo indicar que ele tinha sido preparado às pressas, o que seria uma evidência de que o que quer que tenha acontecido com o navio foi um evento rápido e repentino.

### Mensagens em garrafas
Quatro mensagens em garrafas foram encontradas nos dois lados do Atlântico entre março e maio de 1893. A primeira foi em Nova Iorque em 3 de março e estava escrita em uma página arrancada de um livro, dizendo: "19 de fevereiro de 1893 – Naronic afunda. Todos rezam. Que Deus tenha misericórdia de nós. L. Winsel". Outra foi descoberta no dia 30 no litoral da Virgínia em uma garrafa de champanhe presa com várias rolhas e dizendo, dentre outras coisas, que: "nosso navio está afundando rapidamente sob as ondas. A tempestade é tanta que nunca poderemos viver nos pequenos botes [...] Um iceberg bateu em nós em uma tempestade de neve ofuscante. [...] Relate aos agentes em Broadway, Nova Iorque, Sr. Kersey & Companhia. Adeus à todos". Esta foi assinada por "John Olsen, vaqueiro". Contudo, nenhum L. Winsel ou John Olsen estavam a bordo.
Duas mensagens também foram encontradas no litoral irlandês e no rio Mersey. A primeira declarava: "Batemos em um iceberg, vamos afundar rápido, Naronic, Young". Já a segunda dizia: "Todos mortos. Naronic. Não há tempo de dizer mais. T." Uma carta foi descoberta em 26 de abril, mas desta vez não havia dúvidas de que era falsa. Estava assinada como "John Priestman & o Capitão" e pedia para notificar parentes que moravam em um endereço que não existia. Uma última mensagem em uma garrafa era de autenticidade menos duvidosa e mencionava uma explosão. A escrita precipitada condizia com uma situação de emergência e a falta de uma assinatura não permitia refutar completamente sua origem. De qualquer maneira, todas essas mensagens eram provavelmente falsas e as intenções das pessoas por trás delas também é um mistério.